# Damian McKee

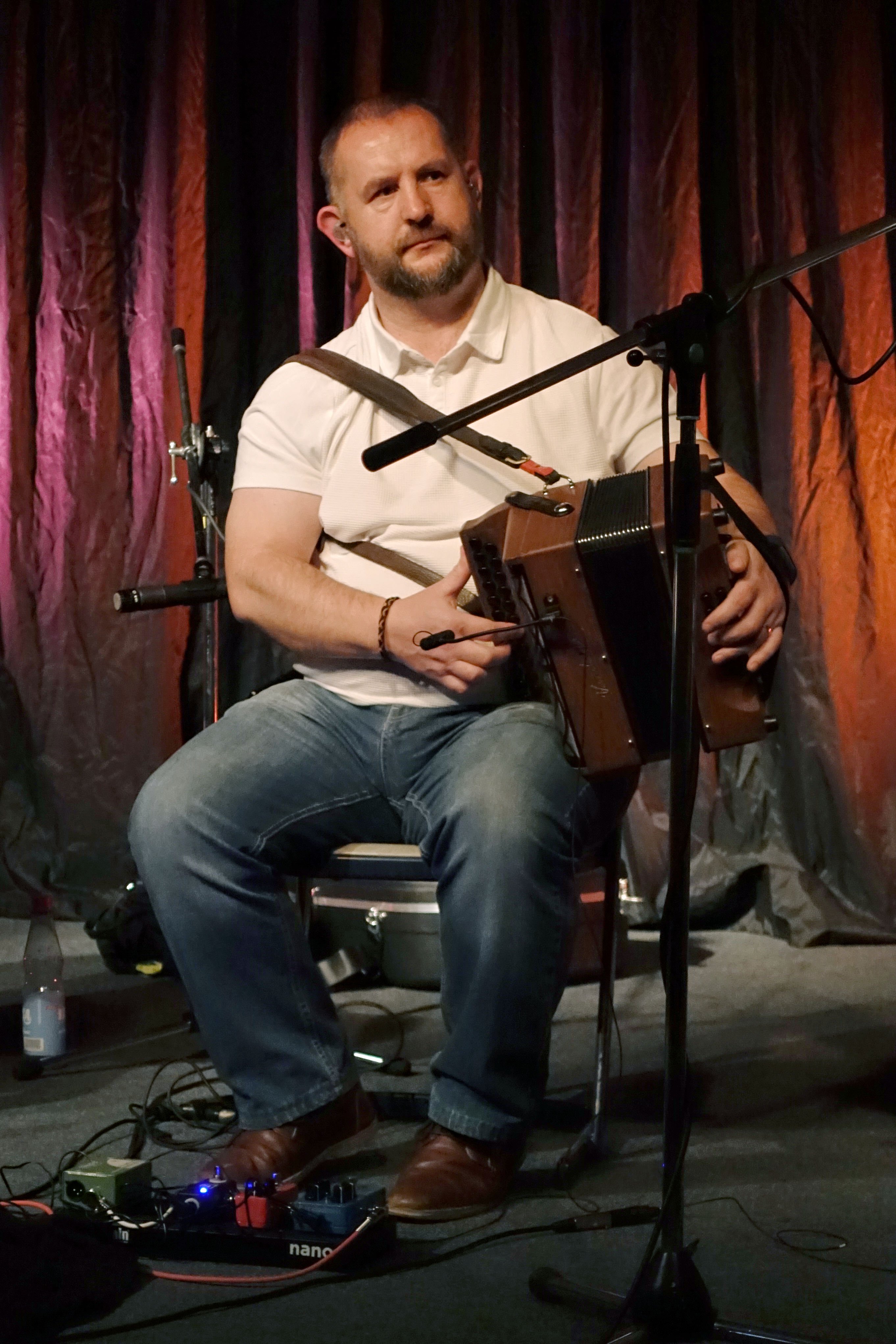

Damian McKee is een Noord-Ierse bespeler van de diatonische accordeon, hij is afkomstig uit County Antrim, Noord-Ierland. Hij maakte een tournee door Ierland, Groot-Brittannië en de Verenigde Staten met een formatie van de culturele organisatie Comhaltas Ceoltóirí Éireann. Hij is een van de twee bespelers van de diatonische accordeon bij de traditionele band Beoga die ook uit Antrim afkomstig is. Inmiddels maakte hij een solo-album Mind The Step met Liam Bradley en twee cd's met Beoga.

## Discografie
- A Lovely Madness – met Beoga - 2004
- Mischief – met Beoga - 2007
- Mind The Step